# Jezioro Czarne (gmina Lipusz)
Jezioro Czarne – bezodpływowe jezioro dystroficzne w Polsce, położone w województwie pomorskim, w powiecie kościerskim, w gminie Lipusz, w mezoregionie Bory Tucholskie.

## Dane morfometryczne
- Powierzchnia: 3,6837 ha[potrzebny przypis].
- Wysokość lustra: 142,7 m n.p.m.